# Grand Prix Formule 1 van Italië 1962
De Grand Prix Formule 1 van Italië 1962 werd gehouden op 16 september op het Autodromo Nazionale Monza in Monza. Het was de zevende race van het seizoen.

## Uitslag
| Pos. | Nr. | Coureur                 | Constructeur    | Rondes | Tijd / Oorzaak uitval | Grid | Punten |
| ---- | --- | ----------------------- | --------------- | ------ | --------------------- | ---- | ------ |
| 1    | 14  | Graham Hill             | BRM             | 86     | 2:29:08.4             | 2    | 9      |
| 2    | 12  | Richie Ginther          | BRM             | 86     | + 29.8                | 3    | 6      |
| 3    | 28  | Bruce McLaren           | Cooper-Climax   | 86     | + 57.8                | 4    | 4      |
| 4    | 8   | Willy Mairesse          | Ferrari         | 86     | + 58.2                | 10   | 3      |
| 5    | 2   | Giancarlo Baghetti      | Ferrari         | 86     | + 1:31.3              | 18   | 2      |
| 6    | 18  | Jo Bonnier              | Porsche         | 85     | + 1 Ronde             | 9    | 1      |
| 7    | 30  | Tony Maggs              | Cooper-Climax   | 85     | + 1 Ronde             | 12   |        |
| 8    | 6   | Lorenzo Bandini         | Ferrari         | 84     | + 2 Rondes            | 17   |        |
| 9    | 24  | Nino Vaccarella         | Lotus-Climax    | 84     | + 2 Rondes            | 14   |        |
| 10   | 32  | Carel Godin de Beaufort | Porsche         | 81     | + 5 Rondes            | 20   |        |
| 11   | 10  | Phil Hill               | Ferrari         | 81     | + 5 Rondes            | 15   |        |
| 12   | 38  | Masten Gregory          | Lotus-BRM       | 77     | + 9 Rondes            | 6    |        |
| 13   | 16  | Dan Gurney              | Porsche         | 66     | Differentieel         | 7    |        |
| 14   | 4   | Ricardo Rodríguez       | Ferrari         | 63     | Ontsteking            | 11   |        |
| DNF  | 40  | Innes Ireland           | Lotus-Climax    | 45     | Ophanging             | 5    |        |
| DNF  | 46  | John Surtees            | Lola-Climax     | 42     | Motor                 | 8    |        |
| DNF  | 44  | Roy Salvadori           | Lola-Climax     | 41     | Motor                 | 13   |        |
| DNF  | 22  | Trevor Taylor           | Lotus-Climax    | 25     | Versnellingsbak       | 16   |        |
| DNF  | 48  | Tony Settember          | Emeryson-Climax | 18     | Motor                 | 21   |        |
| DNF  | 36  | Maurice Trintignant     | Lotus-Climax    | 17     | Elektrisch probleem   | 19   |        |
| DNF  | 20  | Jim Clark               | Lotus-Climax    | 12     | Versnellingsbak       | 1    |        |
| DNQ  | 60  | Tony Shelly             | Lotus-BRM       |        |                       |      |        |
| DNQ  | 56  | Keith Greene            | Gilby-BRM       |        |                       |      |        |
| DNQ  | 52  | Gerry Ashmore           | Lotus-Climax    |        |                       |      |        |
| DNQ  | 62  | Ian Burgess             | Cooper-Climax   |        |                       |      |        |
| DNQ  | 42  | Jo Siffert              | Lotus-BRM       |        |                       |      |        |
| DNQ  | 54  | Ernesto Prinoth         | Lotus-Climax    |        |                       |      |        |
| DNQ  | 50  | Roberto Lippi           | De Tomaso-OSCA  |        |                       |      |        |
| DNQ  | 26  | Jay Chamberlain         | Lotus-Climax    |        |                       |      |        |
| DNQ  | 34  | Nasif Estefano          | de Tomaso       |        |                       |      |        |
| WD   | 58  | Kurt Kuhnke             | Lotus-Borgward  |        | Wagen niet klaar      |      |        |

## Statistieken
| Pole-position | Jim Clark   | Lotus-Climax | 1:40.35 |
| Snelste ronde | Graham Hill | BRM          | 1:42.3  |

## Noot
- Dit was het debuut voor de Duitse coureur Kurt Kuhnke.
- Vijfde Grand Prix-start voor een Mexicaanse coureur.
- Vijfde podiumplaats voor Graham Hill.

1921 · 1922 · 1923 · 1924 · 1925 · 1926 · 1927 · 1928 · 1931 · 1932 · 1933 · 1934 · 1935 · 1936 · 1937 · 1938 · 1947 · 1948 · 1949 · 1950 · 1951 · 1952 · 1953 · 1954 · 1955 · 1956 · 1957 · 1958 · 1959 · 1960 · 1961 · 1962 · 1963 · 1964 · 1965 · 1966 · 1967 · 1968 · 1969 · 1970 · 1971 · 1972 · 1973 · 1974 · 1975 · 1976 · 1977 · 1978 · 1979 · 1980 · 1981 · 1982 · 1983 · 1984 · 1985 · 1986 · 1987 · 1988 · 1989 · 1990 · 1991 · 1992 · 1993 · 1994 · 1995 · 1996 · 1997 · 1998 · 1999 · 2000 · 2001 · 2002 · 2003 · 2004 · 2005 · 2006 · 2007 · 2008 · 2009 · 2010 · 2011 · 2012 · 2013 · 2014 · 2015 · 2016 · 2017 · 2018 · 2019 · 2020 · 2021 · 2022 · 2023 · 2024 · 2025